# Vladimír Sommer
Vladimír Sommer (* 28. Februar 1921 in Niedergeorgenthal; † 8. September 1997 in Prag) war ein tschechischer Komponist.
Sommer studierte nach einer Ausbildung als Lehrer am Prager Konservatorium bei Bedřich Voldán Violine und bei Karel Janeček Komposition und bis 1950 an der Akademie der musischen Künste bei Pavel Bořkovec. Hier wirkte er u. a. für den nachmaligen Präsidentschaftskandidaten von 2013 Vladimír Franz als Kompositionslehrer, später als Professor der Musikabteilung der Philosophischen Fakultät der Karls-Universität.
Er komponierte drei Sinfonien, eine Ouvertüre, ein Cello- und ein Violinkonzert, Kammermusik, Chorwerke und gelegentlich auch Filmmusik.

## Werke
- Sonate für zwei Violinen, 1948
- Violinkonzert in g-Moll, 1950
- Antigone,- Ouvertüre zur Tragödie des Sophokles, 1957
- Vokalsinfonie für Kontraalt, Sprecher, Chor und Orchester, 1958
- Prinz Bajaja, Orchestersuite, 1970
- Streichersinfonie, 1977
- Sinfonia da Requiem für Soli, Chor und Orchester, 1978
- Konzert für Violoncello und Orchester, 1979
- Klaviersonate, 1980
- Streichquartett in h-moll, 1981
- Streichquartett in d-Moll

## Filmmusik
- 1966: Tod hinter dem Bühnenvorhang (Smrt za oponou)
- 1971: Prinz Bajaja (Princ Bajaja)